# Edictos de Ashoka
Los edictos de Ashoka son treinta y tres edictos proclamados por el emperador Ashoka e inscritos en cuevas, muros, rocas y los pilares de Ashoka, una serie de columnas repartidas por sus dominios con el objetivo de hacer llegar el contenido de estos edictos a toda la población. Algunos pilares contienen más de un edicto, otros son monográficos y finalmente otros no conservan el texto original. Los edictos explican partes de la vida de su creador y su visión del dharma, y constituyen un testimonio clave de la historia del budismo y de las costumbres del siglo III a. C..
Los textos fueron dictados por el  emperador Ashoka y repartidos por todo el subcontinente indio durante su reinado sobre el Imperio Maurya desde en 269 a. C. hasta el 232 a. C. Estas inscripciones son los documentos históricos más antiguos de la India que se han descifrado y los primeros en mencionar el  budismo. Los edictos giran en torno a algunos temas recurrentes: la conversión de Ashoka al budismo, descripción de sus esfuerzos por difundir esta religión, sus preceptos morales y religiosos, así como su programa social y el bienestar de los animales. Las inscripciones eran para el pueblo común y estaban en lugares públicos.
Su mensaje central es la idea de la retribución, según la cual se recibe en vidas futuras lo que se causa en la presente.

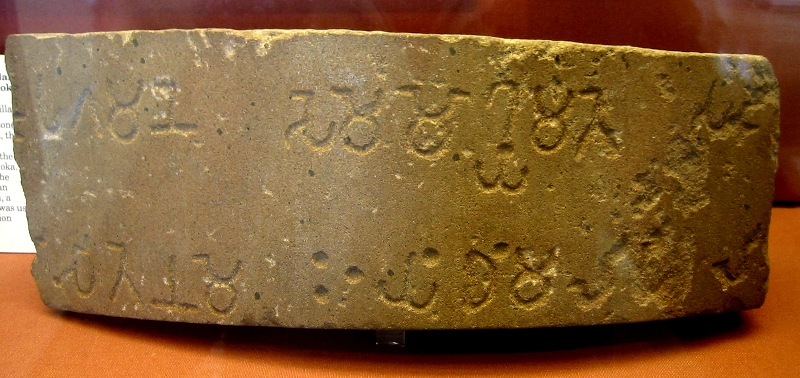
Ejemplo de edicto grabado en un pilar.

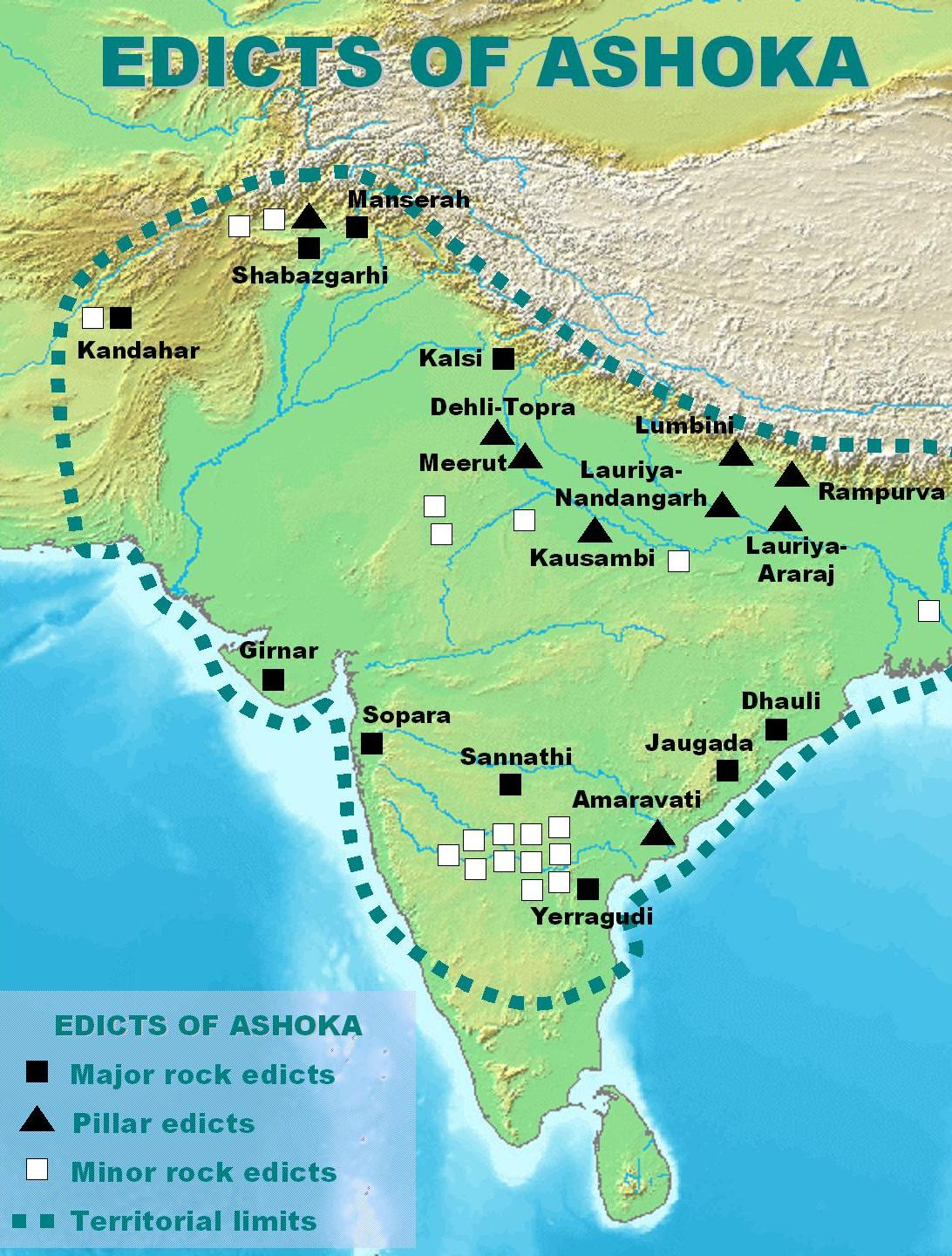
Distribución de edictos en el subcontinente indio

## Descubrimiento
Las inscripciones de Ashoka fueron descubiertas solo en 1837 y no se le atribuyeron con certeza hasta 1915. En estas inscripciones, el soberano se designa a sí mismo como «el amado de los dioses» —Devanaṃpriya—. El uso del término Devanaṃpriya para referirse a Ashoka fue confirmado por una inscripción descubierta en 1915 en Maski, un pueblo en el distrito de Raichur de Karnataka. Otro edicto sobre roca que acredita el uso de este nombre también se encontró en Gujarra, un pueblo en el distrito de Datia en Madhya Pradesh.
Estos edictos se han descifrado en la primera mitad del siglo XIX por el arqueólogo e historiador británico James Prinsep. En francés, las traducciones de Émile Senart y Jules Bloch son las más conocidas.

## Formas de los edictos

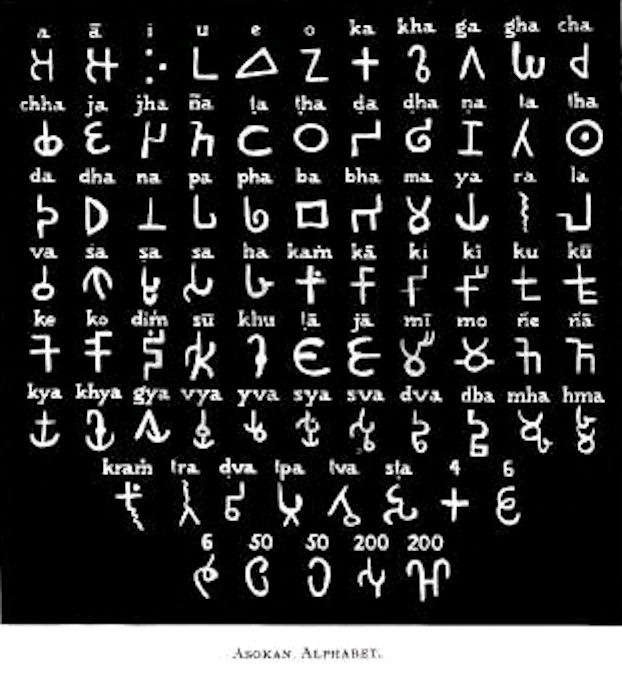
Alfabeto Brahmi utilizado por Ashoka

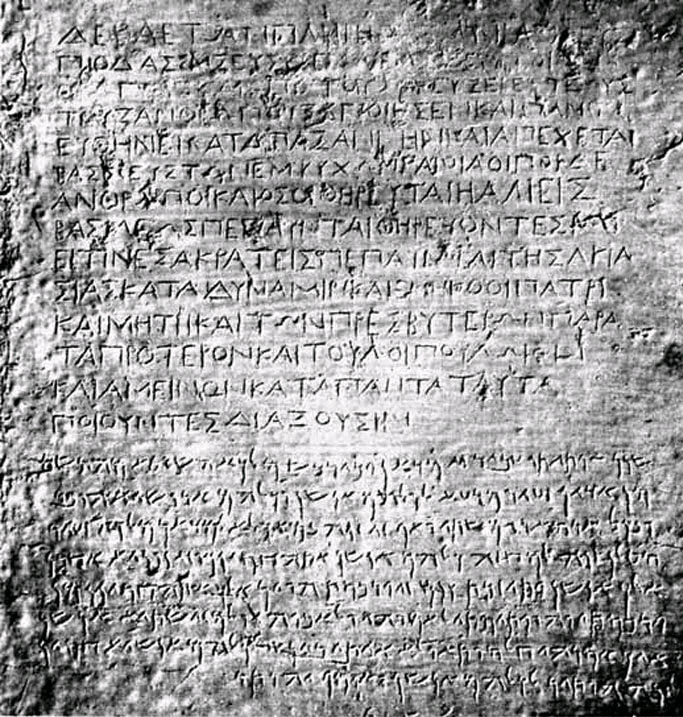
Registro de Kandahar bilingüe, griego y arameo por el emperador Ashoka, con sede en Chilzina, Kandahar, antes de Cristo

Las ediciones se pueden dividir en tres categorías:
- Los siete edictos de los  pilares de Ashoka.
- Los edictos principales sobre roca, inscritos en rocas y largos.
- Edictos menores en roca, también inscritos en las rocas pero más cortos.

### Cronología
Según sus propias inscripciones, Ashoka puso fin a su guerra contra Kalinga durante el 8.º año de su reinado.
En el décimo año de su reinado, comenzó una peregrinación en su territorio para predicar el Dharma. El mismo año, «en el año 10.º de su reinado», escribió su primera entrada, la inscripción bilingüe de Kandahar que la hizo en Chilzina, Kandahar, el centro de Afganistán Esta inscripción fue escrita en  griego y arameo exclusivamente.
Desde el 12.º año de su reinado, comenzó a grabar sus edictos principalmente en rocas, con el fin de propagar la Ley. Estas son las 14 ediciones mayores y de ediciones menores. Estas inscripciones de Ashoka están en lenguas indias a excepción de la edición griega de Ashoka, inscrita en una  estela de piedra caliza.
Durante los años 26.º y 27.º de su reinado, Ashoka inscribió nuevos edictos, esta vez en columnas majestuosas, llamados los pilares de Ashoka. Se trata de ediciones en columnas.

### Similitudes
Según Valeri Yailenko, la inscripción Kinéas, hecha en  Aï Khanoum alrededor del año 300 a. C. tuvo probablemente influencia en la escritura de los decretos de Ashoka unas décadas más tarde, alrededor de 260 a. C. De hecho, en los edictos de Ashoka destacan las reglas morales muy próximas a los registro de Kineas, tanto en términos de contenido como en los de formulación.

### Idioma y estilo
Las escrituras encontradas en la parte oriental de la India están escritas en prácrito magadhi, probablemente el idioma de la corte al igual que Siddhartha Gautama, utilizando el alfabeto brahmi. Las inscripciones occidentales están escritas en el alfabeto  kharoshthi en un lenguaje similar al sánscrito. Finalmente, un edicto único encontrado en Kandahar, Afganistán está escrito en griego y arameo.
Es probable que los edictos fueran escritos por Ashoka en persona, y no por un negro que hubiera utilizado un estilo más habitual de los edictos reales de los viejos tiempos. El estilo utilizado por Ashoka es repetitivo y pesado, como si estuviera dirigido a lectores con dificultades de comprensión.

## Características generales
Los edictos se pueden clasificar según tres criterios: la base de la inscripción, su contenido y la cronología.
- Según el soporte, existen los edictos de los pilares (divididos a su vez entre los siete edictos mayores y los pilares menores), los edictos de rocas mayores (14), los edictos de rocas menores (incluyendo las cuevas de Barabar) y los edictos de Kalinga.
- Según el contenido, los edictos pueden ser morales, sociales, biográficos (referidos a la conversión del emperador o a sus esfuerzos por difundir el budismo) o híbridos.
- Finalmente, en cuanto a la cronología, se pueden dividir los edictos en ocho grupos,[5] coincidentes en gran medida con los soportes de escritura: primeros edictos de rocas menores (258-257 a. C.), edictos de Babru (257 a. C.), edictos de rocas mayores (257-256 a. C.), edictos de Kalinga (256 a. C.), edictos de Barabar (250 a. C.), edictos de los pilares de Tarai (249 a. C.), los edictos de los pilares mayores (243 a. C.) y los edictos de los pilares menores (232 a. C.).

Se sabe que iconoclastas musulmanes han atentado contra monumentos de la época, por lo que podrían existir edictos o soportes perdidos. 
Los edictos pueden ser transcripciones literales de discursos de Ashoka, en cuyo caso empiezan por la expresión «Devanampiyadasi (“el bienamado servidor de los dioses”) habla», o bien pueden incluir el contenido sin introducción alguna. Los textos están escritos en prácrito, y los primeros arqueólogos no los pudieron descifrar hasta la llegada en 1833 de James Prinsep, quien identificó la lengua. Posteriormente, se observaron variaciones dialectales respecto del estándar del magadhi y un estilo que reflejaba la lengua oral, algo inusual en edictos reales. Los edictos se grabaron en dos sistemas de escritura diferentes: brahmi y karosti, para adaptarse a los usos locales. Algunos edictos de la zona del actual Afganistán están en griego y arameo, lo cual ayudó a la traducción de determinados conceptos prácritos. Debido a esta riqueza, los edictos son de gran importancia para la filología.

## Extensión del dharma

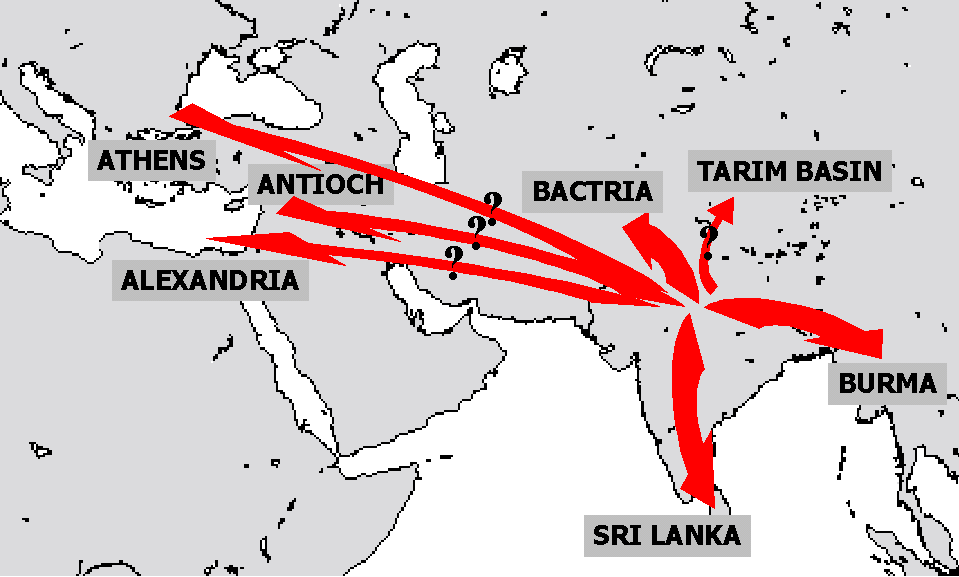
Difusión del budismo bajo el reinado de Ashoka

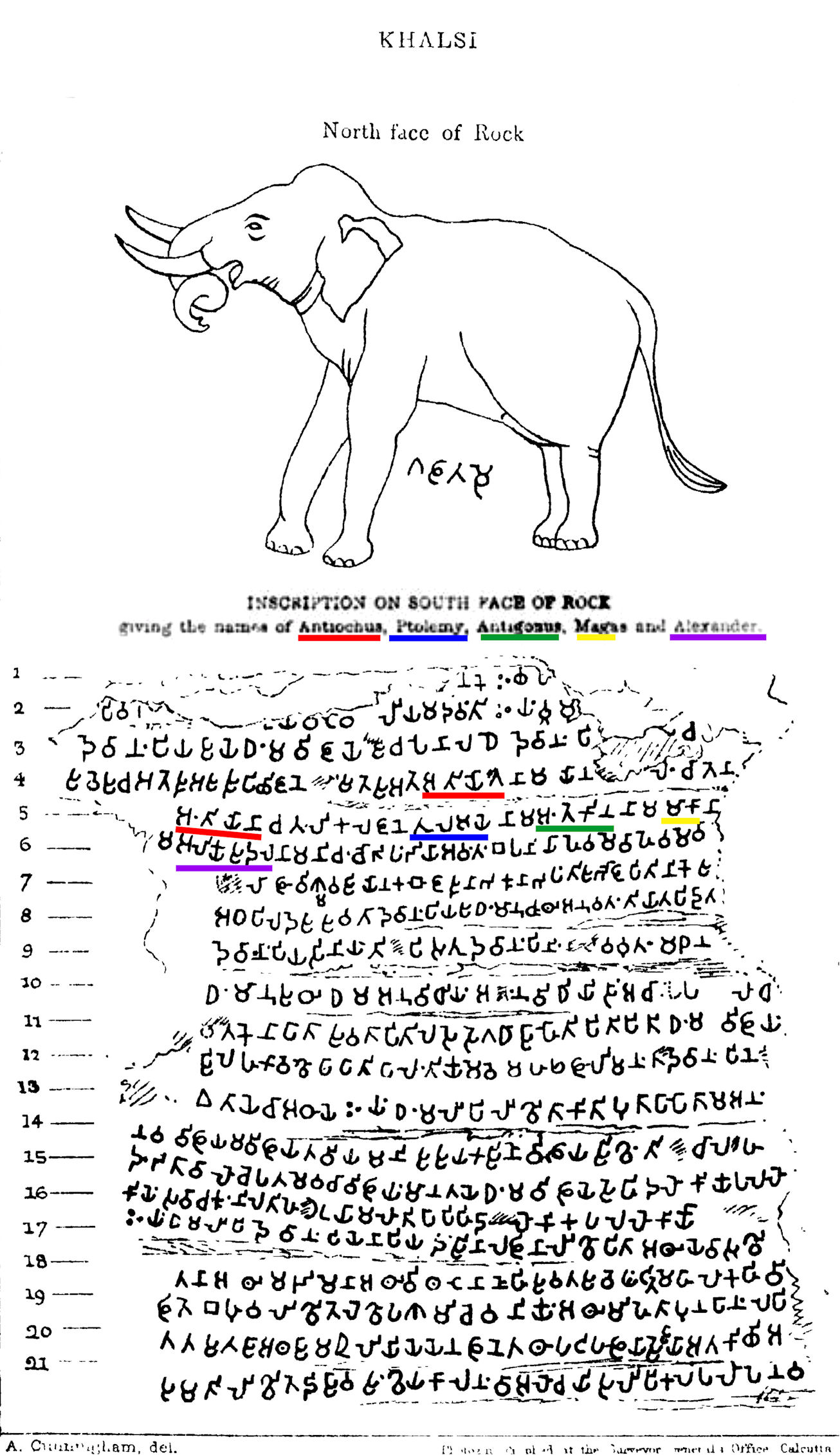
Inscripción de Khalsi de Ashoka, en la cual se mencionan los reyes Antioco,
Tolomeo, Antigono, Magas de Cirene y Alejandro, subrayados en color

### Más allá de la India
Los funcionarios imperiales debían viajar cada cinco años para expandir el dharma a sus dominios aprovechando las visitas administrativas. Serán los encargados de difundir su principio con palabras sencillas para que puedan ser entendidas por toda la población. Instaban a sus descendientes a continuar su obra, asegurando que ya comienzan a verse durante su reinado signos de la aprobación divina, como estrellas propicias. Asegura que es costoso a menudo dejar de lado su propio bienestar por los demás, ya que una persona noble tiene más cosas a las que renunciar que una humilde. Se arrepiente personalmente del daño que ha causado con la guerra para asegurar y hacer crecer su imperio y por eso hace firme propósito de dedicar su vida a la religión.
Con el fin de difundir el dharma budista, Ashoka envió emisarios a los reinos al oeste de su imperio de Bactria a al  mundo mediterránea. Las inscripciones, especialmente en el «Edicto N.º 13 de Ashoka», se refieren en particular a los gobernantes de la época helenística, los herederos de las conquistas de Alejandro Magno donde se  menciona a Antíoco II, Tolomeo II, Antígono II Gonatas, Magas de Cirene y Alejandro II de Epiro. En ese edicto dice:

«Esta es la conquista por el dhamma que el Amado de Dios considera la mejor conquista. Y esta (conquista por dhamma) ha ganado aquí, en las fronteras, y hasta 600 millas de aquí, donde reina el rey Antíoco, y más allá de donde los cuatro reyes reinan Antíoco, Tolomeo, Magas, Alejandro, y también en el sur, donde viven los Cholas, los Pandyas y hasta Tamraparni.»

Esta extensión del dharma no debe suponer, sin embargo, persecución de aquellos que practiquen otras religiones. Tampoco se puede proclamar que el dharma es superior, sino que hay que mostrarlo con los actos y discutir sus principios con todo el mundo. Si los funcionarios observan que los servidores imperiales locales infringen estas normas o se comportan con crueldad, tienen poder para apartar de su cargo a los que no han mantenido una buena conducta, digna del emperador  Aśoka. Los prisioneros de guerra deben ser tratados con misericordia para que vean las bondades del dharma, que puede cambiar su vida y las próximas.

### Dentro de los territorios de Ashoka
Dentro de la propia India, en el reino de Ashoka, muchas poblaciones diferentes fueron objeto del proselitismo del Rey:

Aquí en el dominio del rey entre los griegos, los Kambojas, los Nabhakas, los Nabhapamkits, los Bhojas, los Pitinikas, los Andhras y los Palidas, en todas partes, las personas siguen las instrucciones del Amado-Siervo de los Dioses en el Dhamma. Rock Edict Nb13 (S. Dhammika)

Se han encontrado dos edictos en Afganistán con inscripciones griegas, uno de estos es un edicto bilingüe en griego y arameo. Este edicto, encontrado en Kandahar , aboga por la adopción de "Piedad" (usando el término griego Eusebeia para Dharma ) para la comunidad griega:

Diez años de reinado habiendo sido completados, King
«Piodasses», uno de los títulos de Ashoka: Piyadassi o Priyadarsi,
 
«El que es el amado siervo de los Dioses y que considera
 
amistosamente a todos» dio a conocer (la doctrina de) la
 
Piedad (griego: εὐσέβεια , Eusebeia) a los hombres; 
y desde este momento él ha hecho a los
 
hombres más piadosos, y todo prospera en todo

el mundo. Y el rey se abstiene de (matar)
 
seres vivientes, y otros hombres y aquellos que (son)
 
cazadores y pescadores del rey han desistido
 
de cazar. Y si algunos (fueron) inmoderados,
 
han cesado de su intemperancia como estaba en su poder;

y obediente a su padre y madre y a los ancianos,
 
en oposición al pasado también en el futuro,

actuando así en cada ocasión, vivirán mejor y más felizmente. 

Transcripción de G.P. Carratelli

## Bienestar animal
El Imperio Maurya es el primer imperio indio que tiene una política clara de gestión de recursos naturales y emplea a funcionarios a cargo de su protección. Cuando Ashoka se convirtió poco a poco al budismo después de la guerra de Kalinga, su forma de gobernar cambió drásticamente y la protección de la vida salvaje se convirtió en una de sus preocupaciones, incluso hasta el abandono de la caza real. Él es quizás el primer líder en la historia en abogar por medidas de conservación de vida silvestre.
Ashoka se opuso al sacrificio de los animales en festivales religiosos. También proclamó que el gobierno debía proveer remedios para curarlos cuando las hierbas medicinales no estén al alcance de la población. Igualmente abolió la caza como entretenimiento de los nobles. Los animales y los seres humanos gozan del mismo don de la vida, tengan dos o cuatro patas, vivan en el agua, el aire o la tierra y en consecuencia todos merecen respeto. Establece medidas para la conservación de especies, se manifiesta contra la castración de las bestias y procura reducir el alimento de origen animal.
Ashoka recomendó reducir el consumo de carne y poner en marcha una lista completa de especies de animales protegidas. En general, condenó los actos de violencia contra los animales. De hecho, las reglas promulgadas por el Emperador no siempre fueron respetadas, por lo que se establecieron multas para los infractores.

## Creencias
Seguir el camino del dharma lleva a la felicidad y todo el bien que se hace en esta vida recibe su recompensa en los cielos y en las próximas existencias, incluso si los frutos no se ven en la existencia presente. Por eso dedicarse a los demás es el más noble hito al que puede aspirar una persona y la tarea principal del emperador. Este en sus rutas siempre pasa por monasterios para llevar regalos a los monjes e instruirse con su ejemplo. El dharma o buena conducta es más útil que las ceremonias antiguas relativas al nacimiento de los hijos o los viajes, que eran practicadas especialmente para las mujeres. No existen diferencias sociales en cuanto a la capacidad de alcanzar el bien pero los monjes tienen una especial responsabilidad.

## Normas morales y sociales
A sus dominios proclama que tendrá cuidado de los enfermos y que si la tierra local no puede producir remedios adecuados, los importará para velar por la salud de sus súbditos. Se plantarán árboles y se construirán fuentes a los lados de los caminos para que los viajeros y vecinos puedan beneficiarse. No se puede permitir que ninguna persona quede sin apoyo familiar u oficial para garantizar su sustento. De ahí que los gobernantes, empezando por él mismo, deben estar accesibles a las peticiones de la gente. Hay que velar por la gente mayor y tratar con benevolencia los servidores. En caso de infracciones de los subordinados, se limitará el castigo, condenando el hecho pero sin causar dolor al infractor. El líder debe actuar con los seguidores como un padre con sus hijos, procurando su instrucción y su bienestar y haciendo que lo quieran y no lo teman.
Hay que respetar los padres y los monjes y mostrar generosidad con los amigos. Reconoce la dificultad de practicar siempre el bien porque demasiado a menudo la vía del mal es más fácil pero la perseverancia y el hábito hacen que uno se acostumbre a obrar correctamente. El autocontrol, la pureza de corazón y la devoción firme son las ayudas para alcanzar este bien. También son dignos de respeto los profesores. Se debe promover la paciencia y evitar la rabia, que es la precursora de la violencia.
Es importante ser sincero y mantener las promesas para ganarse la confianza de los vecinos, parientes y subordinados. El orgullo, incluso cuando nace de la satisfacción de haber obrado bien, es peligroso para alcanzar la felicidad porque genera envidias y odio.

## Influencias externas
Las inscripciones de Ashoka muestran influencias iraníes, incluidos los paralelismos de las fórmulas con las inscripciones  aqueménidas, la presencia de extranjerismos iraníes, como inscripciones  antiguas arameas, y el mismo acto de grabar edictos en rocas y montañas como, por ejemplo, la Inscripción de Behistún.